# Steelheart
Steelheart ist eine US-amerikanische Hard-Rock-/Hair-Metal-Band aus Norwalk, Connecticut. Sie veröffentlichte zu Beginn der 1990er-Jahre mehrere erfolgreiche Alben und Singles.

## Geschichte
Steelheart entstand in den frühen 1980er-Jahren in Norwalk in Connecticut unter dem Namen Red Alert. Nachdem die Band jahrelang durch Clubs tingelte, ergatterte sie Ende der 1980er-Jahre schließlich einen Deal bei MCA Records und wurde daraufhin in Steelheart umbenannt. Die Band bestand zu diesem Zeitpunkt aus Mike Matijevic (Gesang), den beiden Gitarristen Chris Risola und Frank Di Costanzo, James Ward (Bass) und John Fowler (Schlagzeug). Das daraus resultierende Debütalbum, das nach der Band Steelheart betitelt ist und am 10. Mai 1990 erschien, wurde durch die Powerballade I’ll Never Let You Go und massives Airplay auf MTV zu einem riesigen Erfolg für die Band. Die Single erreichte Platz 23 der US-Hot-100, das Album schaffte es auf Platz 40 der Alben-Charts und brachte Steelheart zudem eine Goldene Schallplatte ein.
Das Nachfolgealbum Tangled in Reins erschien 1992 und stieg auf Platz 144 der Billboard-Alben-Charts ein. Auf der darauffolgenden Tour mit Slaughter wurde Sänger Mike Matijevic in der McNichols Arena in Denver von einer herunterstürzenden Lichttraverse am Kopf getroffen und wurde schwer verletzt, weshalb die Band einige Zeit in ihren Aktivitäten pausierte. Währenddessen führte die wachsende Bedeutung des Grunge zu einem massiven Popularitätsverlust der Hair-Metal-Bands.
Bei einem Auftritt am 31. Oktober 1992 in der McNichol’s Arena in Denver kletterte Milijenko Matijevic an einer Lichttraverse hoch, ohne zu ahnen, dass diese nicht gesichert war. Bevor er sich vor der umstürzenden Traverse in Sicherheit bringen konnte, traf sie ihn am Hinterkopf und fügte ihm schwerste Kopf-Verletzungen zu. Die Tour der Band wurde abgebrochen, und die Band fiel auseinander. Milijenko Matijevic litt monatelang unter den Folgen des Unfalls und arbeitete danach hart an seinem Comeback.
1996 versuchte Matijevic mit veränderter Besetzung einen neuen Anlauf und veröffentlichte das Album Wait, das in Asien recht erfolgreich war, aber im Rest der Welt entweder floppte oder gar nicht erst erschien.
Im März 2005 wurde bekannt, dass Matijevic mit Steelheart an einem neuen Album arbeitete. Im Studio wurde er von dem Bassisten Sigve Sjuresen, dem Gitarristen Uros Rasovski und dem Schlagzeuger Mike Humbert unterstützt. Im November 2006 erschien die erste DVD der Band. Still Hard enthält drei Stunden Konzertmitschnitte, Videos und Interviews. Ebenfalls im November gingen Steelheart zum ersten Mal seit Jahren wieder auf US-Tour. Neben Matijevic und Schlagzeuger Mike Humbert gehörten der Bassist Myron Dove und die beiden Gitarristen T-Bone Andersson sowie der Rückkehrer Chris Risola zur Band. Zudem wurde die EP Just a Taste veröffentlicht, die einen Vorgeschmack auf das neue Album Samurai bieten sollte. Dieses erschien schließlich im November 2008, allerdings unter dem veränderten Titel Good 2B Alive.
Am 21. März 2008 starb das Gründungsmitglied John Fowler an den Folgen eines Hirn-Aneurysmas, das er vier Tage zuvor erlitten hatte.

## Diskografie

### Studioalben
- 1990: Steelheart
- 1992: Tangled in Reins
- 1996: Wait
- 2008: Good 2B Alive
- 2017: Through Worlds of Stardust

### Singles und EPs
- 1990: I’ll Never Let You Go
- 1990: Can’t Stop Me Loving You
- 1990: She’s Gone
- 1992: Sticky Side Up
- 2006: Just a Taste (EP)
- 2008: LOL

### Videoalben
- 2006: Still Hard